# Světový mír

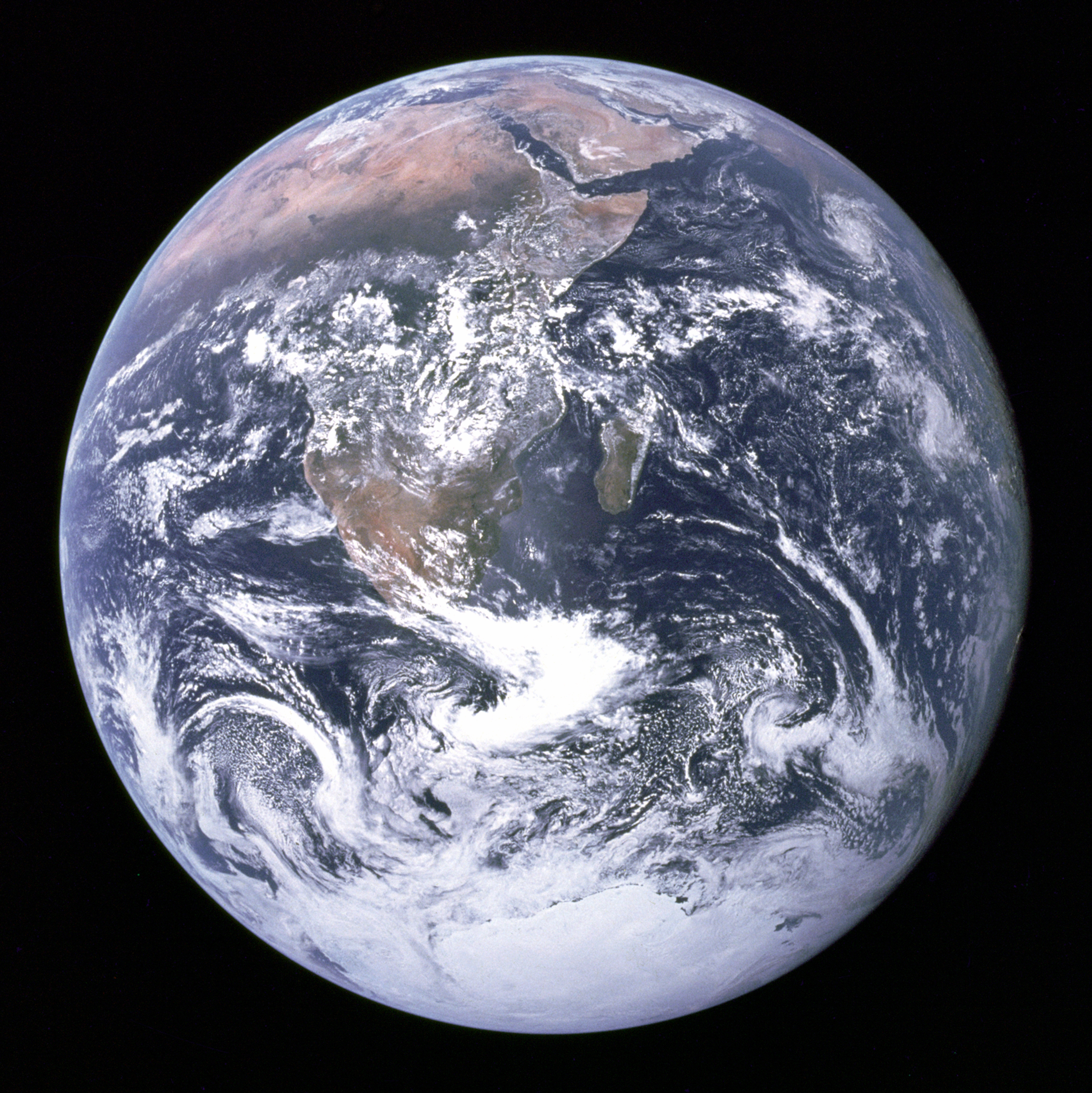
Historická fotografie Země Blue Marble

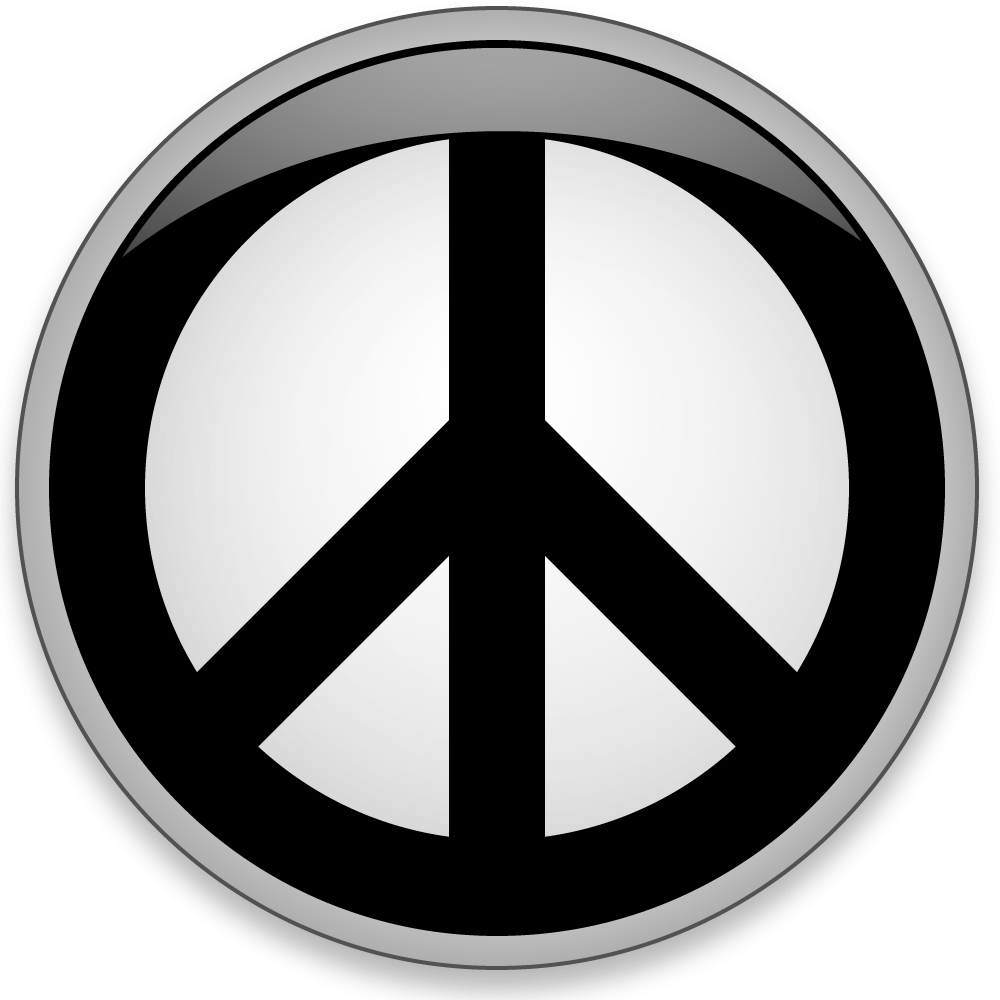
Jeden ze symbolů míru, původně symbol britské protinukleární organizace vytvořený G. Holtomem

Světový mír je ideál svobody, míru a štěstí mezi všemi národy a lidmi. Světový mír je protikladem světové války. 
Jde o utopistickou ideu celoplanetárního nenásilí, ve které státy spolupracují, buď dobrovolně nebo pomocí mezinárodně uznaného a garantovaného systému řízení, který brání jejich vzájemným konfliktům. Termín je někdy používán i k označení ukončení všeho nepřátelství mezi všemi jednotlivci (jednotlivými lidmi). Světový mír by mohl nastat například pomocí vzdělání, inženýrství, medicíny, diplomacie a ukončit všechny formy boje.
Usilovat o světový mír je hlavním posláním Organizace spojených národů (OSN) a její Rady bezpečnosti.

## Ekonomické důsledky
Zpráva z května 2011 o Globálním mírovém indexu zdůraznila, že pokud by svět byl v minulém roce o 25 % mírumilovnější, světová ekonomika by měla výsledek lepší o 2 biliony USD, co jsou asi 2 procenta globálního HDP nutného na zpomalení globálního oteplování, pokrytí všech nákladů na dosažení rozvojových cílů tisíciletí, smazání všech veřejných dluhů Řecka, Irska a Portugalska a na úhradu nákladů na obnovu po zemětřesení a tsunami v roce 2011 v Japonsku.

## Mírové dny
- Mezinárodní den míru slavený 21. září
- Světový den míru – římskokatolický svátek slavený 1. ledna